# Montafia
Montafia là một đô thị ở tỉnh Asti vùng Piedmont thuộc Ý, nằm ở vị trí cách khoảng 25 km về phía đông nam của Torino và khoảng 15 km về phía tây bắc của Asti. Tại thời điểm ngày 31 tháng 12 năm 2004, đô thị này có dân số 986 người và diện tích là 14,6 km².
Montafia giáp các đô thị: Buttigliera d'Asti, Capriglio, Cortazzone, Piea, Piovà Massaia, Roatto, San Paolo Solbrito, Viale và Villanova d'Asti.